# Lilla Ladutjärnen
Lilla Ladutjärnen är en sjö i Leksands kommun i Dalarna och ingår i Dalälvens huvudavrinningsområde.